# Doppelwellen-Chargenmischer
Der Doppelwellen-Chargenmischer ist ein Mischer, der zwei oder mehrere Ausgangsstoffe miteinander vermischt. Er zeichnet sich durch zwei horizontale Wellen aus, die jeweils mit Mischwerkzeugen bestückt sind und gegeneinander rotieren. Der Boden des Gefäßes ist entsprechend den beiden Mischkreisen als Doppelrundung ausgebildet. In der Längsmitte des Bodens befindet sich die Entleeröffnung, die je nach Hersteller als Drehschieber oder als Klapptür ausgebildet ist. Die Mischwerkzeuge sind idealerweise so ausgebildet, dass sich im Trog eine kreisförmige und zugleich entlang jeder Mischwelle schraubenförmige Bewegung des Mischguts ergibt. Dies bewirkt einen gezielten dreidimensionalen Materialaustausch im gesamten Mischraum. Je nach Hersteller gibt es jedoch auch andere Bewegungsformen. Eine Veränderung der Drehzahl der Mischwerkzeuge ist bei entsprechender Steuerungstechnik problemlos möglich, um auch bei speziellen Erfordernissen (SVB, UHPC etc.) zuverlässig wiederholbare Mischergebnisse zu erzielen.
Außerdem findet in der Mitte des Mischtrogs eine Überlappung der beiden Mischkreise statt, um die Turbulenz der Relativbewegungen des Mischguts zusätzlich zu verstärken. Homogenitätsgrade von 95 % bei nur 30 sec Mischzeit werden von Doppelwellen-Chargenmischern führender Hersteller zuverlässig erreicht, auch bei hohen Chargengrößen. Die Mischzeit ist jedoch rezepturabhängig und kann daher auch variieren. Die Doppelwellen-Chargenmischer haben sich deshalb als heute vorherrschender Maschinentyp in leistungsfähigen Betonwerken und auch in Asphaltmischanlagen in Europa sowie in Asien allgemein durchgesetzt.